# 21622 Victorshia
21622 Victorshia là một tiểu hành tinh vành đai chính với chu kỳ quỹ đạo là 1215.2990760 ngày (3.33 năm).
Nó được phát hiện ngày 9 tháng 6 năm 1999.